# Hollandia a Junior Eurovíziós Dalfesztiválokon
Hollandia huszonkét alkalommal vett részt a Junior Eurovíziós Dalfesztiválon. Az egyetlen ország, amely mindegyik évben versenyzett.
A holland műsorsugárzó az Nederlandse Publieke Omroep, amely 1950 óta tagja az Európai Műsorsugárzók Uniójának, és 2003-ban csatlakozott a versenyhez. Miután 2021-ben kizárták Fehéroroszországot az EBU szervezet tagjai közül, Hollandia maradt az egyetlen ország, amelyik mindegyik évben küldött versenyzőt a dalfesztiválra.
Hollandia egy alkalommal aratott győzelmet (2009).

## Története

### Évről évre

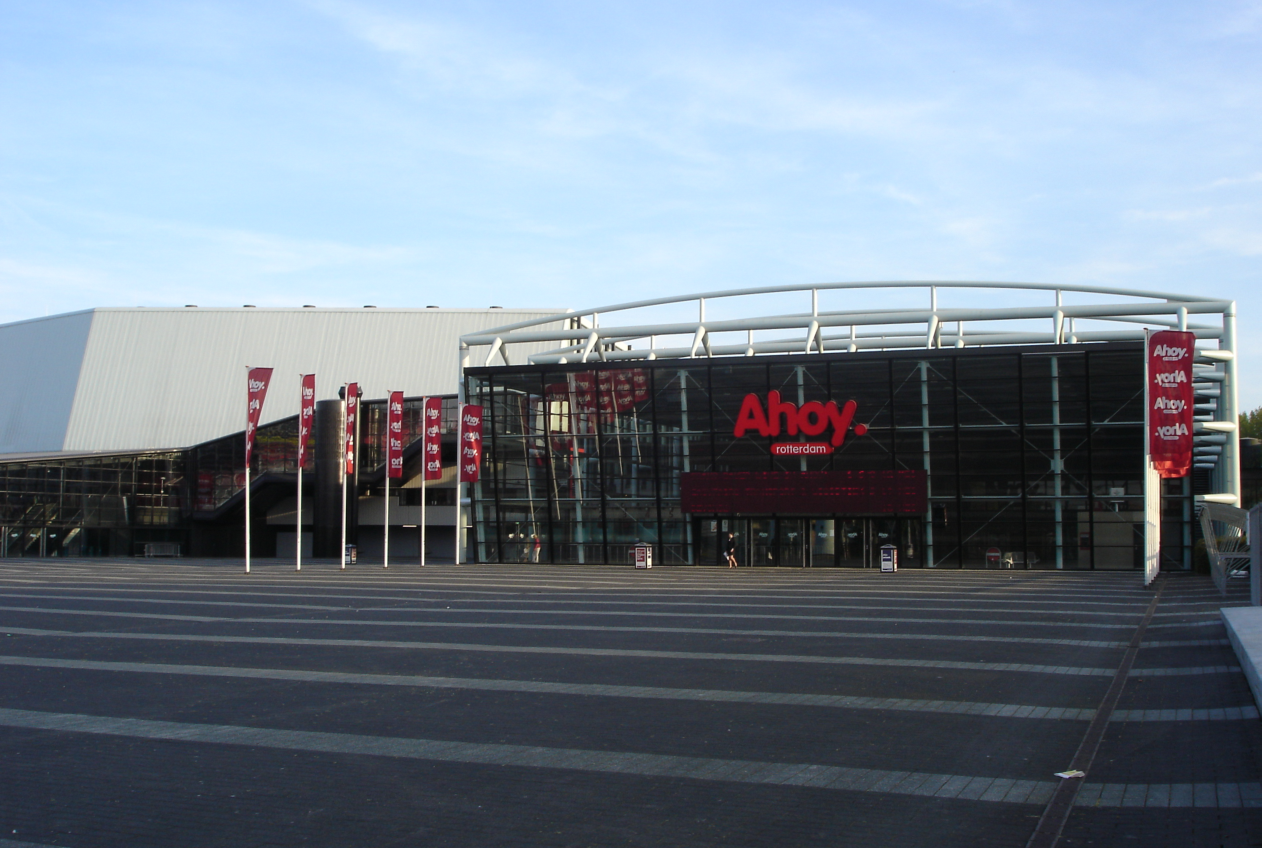
A 2007-es verseny helyszíne, a Rotterdam Ahoy.

Hollandia egyike annak a tizenhat országnak, melyek részt vettek a legelső, 2003-as Junior Eurovíziós Dalfesztiválon, emellett az egyetlen ország amelyik az eddigi összes versenyen szerepelt.
Első részvételükön a tizenegyedik helyen végeztek, majd egy évvel később is. 2005-ben a hetedik helyet szerezték meg, 2006-ban pedig tizenkettedikek lettek. 2007-ben először rendezték Hollandiában a dalversenyt, aminek Rotterdam adott otthont. Érdekesség, hogy ugyanez a helyszín adott otthont a 2021-es felnőtt versenynek is. Hazai pályán tizenegyedik helyen, egy évvel később pedig tizenharmadik helyen végeztek. 2009-ben Ralf Mackenbach dala, a Click Clack 121 ponttal megszerezte az ország első győzelmét.
A következő öt évben mindig a legjobb tízben végeztek: 2010-ben kilencedikek, 2011-ben másodikak, 2012-ben ismét Hollandia rendezte a dalversenyt, ezúttal a fővárosban, Amszterdamban, ekkor hetedikek, 2013-ban és 2014-ben nyolcadikak lettek. 2015-ben nem sikerült jó eredményt elérniük, tizenötödikként zárták a dalversenyt. 2016-ban újra szép eredményt értek el, nyolcadik lettek. 2017-ben túl tudták szárnyalni az előző év szép eredményét és negyedik helyen zárták a versenyt. 2018-ban ismét nem sikerült a legjobb tíz között végezniük, tizenharmadikok lettek. 2019-ben újra negyedik helyen végeztek.
2020-ban csak úgy, mint az előző évben negyedik helyen zárták a versenyt. Legrosszabb eredményüket 2021-ben érték el, amikor utolsó helyen végeztek. A következő két évben hetedikek lettek, 2024-ben pedig tizedikek.

### Nyelvhasználat
Hollandia eddigi huszonkét versenydalából nyolc holland nyelvű, tizennégy pedig holland és angol kevert nyelvű volt.
2021-es daluk tartalmazott egy többször ismételt mondatot japán nyelven is, míg 2022-es daluk tartalmazott többször ismételt szavakat olasz nyelven.

### Nemzeti döntő
Hollandia egyike azoknak az országoknak, amelyek rendeznek nemzeti döntőt a Junior Eurovíziós indulójuk kiválasztásához. A holland nemzeti döntő a Junior Songfestival, amely az ország debütálása óta, 2016-ot kivéve, minden alkalommal ennek segítségével választották ki indulójukat. 2003-ban kilenc előadóval indult a műsor, ahol a nézők és a zsűri közösen választotta ki a nyertest. 2004 és 2005 között két elődöntőt rendeztek, ahol 5-5 előadó versenyzett. Elődöntőnként két dal jutott tovább, emellett a döntő ötödik versenyzője egy vigaszágas továbbjutó volt. 2006-ban már nem rendeztek elődöntőket, csak egy adást, ahol hatan versenyeztek. 2007 és 2009 között a 2004-2005 közötti formátummal folytatódott a műsor. 2010-től kisebb változások történtek; az elődöntőkben négy dal szerepelt, amelyek közül az első két helyezett automatikusan továbbjutott, emellett vigaszágas továbbjutóként jutott tovább az online szavazás kedvence.
Az ország junior eurovíziós történelme során egyszer választotta ki indulóját és dalát belső kiválasztással. 2016-ban a holland műsorsugárzó május 27-én jelentette be, hogy Kymorát, Stefaniát és Sterrét választotta ki, hogy közösen képviseljék az országot. A lánybanda a Kisses nevet választotta, amivel versenyeztek Vallettán. Versenydalukat, melynek címe a Kisses & Dancin’ lett, október 1-jén mutatták be.
2017-ben visszatért a Junior Songfestival, viszont ezúttal csak az előadót választották ki. Az elődöntőkenés a döntőben a résztvevők feldolgozásokat énekeltek, amelyekből a zsűri választotta ki a győztest. A szeptember 16-án megrendezett döntőt a Fource nyerte, így ők utazhattak Tbiliszibe. Versenydalukat október 6-án mutatták be. Ez volt az első alkalom, hogy egy fiúbanda képviselte az országot.
2018-tól az eredeti formátumot használják. Egy döntőt rendeznek 4 dallal, amelyek közül a gyerek zsűri, szakmai zsűri és a nézők választják ki az ország dalát. 2020-ban négy előadó helyett csak hárman versenyeztek, mivel Robinnak, az egyik versenyzőnek, pozitív lett a koronavírus teszteredménye, ezért visszalépett a versenytől. Robin ebben az évben a holland pontbejelentő volt. 2021-től ismét négyen vesznek részt a döntőben.

## Résztvevők
| Év   | Előadó               | Dal                    | Magyar fordítás           | Helyezés | Pontszám |
| ---- | -------------------- | ---------------------- | ------------------------- | -------- | -------- |
| 2003 | Roel                 | Mijn ogen zeggen alles | A szemem mindent elárul   | 11.      | 23       |
| 2004 | Klaartje és Nicky    | Hij is een kei         | Ő a legjobb               | 11.      | 27       |
| 2005 | Tess                 | Stupid                 | Ostoba                    | 7.       | 82       |
| 2006 | Kimberly             | Goed                   | Jó                        | 12.      | 44       |
| 2007 | Lisa, Amy és Shelley | Adem in, adem uit      | Lélegezd be, lélegezd ki! | 11.      | 39       |
| 2008 | Marissa              | 1 dag                  | 1 nap                     | 13.      | 27       |
| 2009 | Ralf Mackenbach      | Click Clack            | Klikk-klakk               | 1.       | 121      |
| 2010 | Anna és Senna        | My Family              | A családom                | 9.       | 52       |
| 2011 | Rachel               | Teenager               | Tinédzser                 | 2.       | 103      |
| 2012 | Femke                | Tik Tak Tik            | —                         | 7.       | 69       |
| 2013 | Mylène és Rosanne    | Double Me              | Kettős én                 | 8.       | 59       |
| 2014 | Julia                | Around                 | Körbe                     | 8.       | 70       |
| 2015 | Shalisa              | Million Lights         | Millió fény               | 15.      | 35       |
| 2016 | Kisses               | Kisses & Dancin’       | Csókok & tánc             | 8.       | 174      |
| 2017 | Fource               | Love Me                | Szeress                   | 4.       | 156      |
| 2018 | Max & Anne           | Samen                  | Együtt                    | 13.      | 91       |
| 2019 | Matheu               | Dans met jou           | Veled táncolni            | 4.       | 186      |
| 2020 | Unity                | Best Friends           | Legjobb barátok           | 4.       | 132      |
| 2021 | Ayana                | Mata sugu aō ne        | Viszlát hamarosan         | 19.      | 43       |
| 2022 | Luna                 | La festa               | Buli                      | 7.       | 128      |
| 2023 | Sep & Jasmijn        | Holding On To You      | Beléd kapaszkodni         | 7.       | 122      |
| 2024 | Stay Tuned           | Music                  | Zene                      | 10.      | 91       |
| 2025 | 2025. szeptember 20. | 2025. szeptember 20.   |                           |          |          |

## Szavazástörténet

### 2003–2024
| Hely | Ország           | Pont |
| ---- | ---------------- | ---- |
| 1.   | Örményország     | 113  |
| 2.   | Grúzia           | 103  |
| 3.   | Belgium          | 97   |
| 4.   | Franciaország    | 80   |
| 5.   | Oroszország      | 78   |
| 6.   | Fehéroroszország | 77   |
| 7.   | Málta            | 75   |
| 8.   | Spanyolország    | 69   |
| 9.   | Ukrajna          | 63   |
| 10.  | Svédország       | 51   |

| Hely | Ország           | Pont |
| ---- | ---------------- | ---- |
| 1.   | Belgium          | 98   |
| 2.   | Örményország     | 89   |
| 3.   | Málta            | 73   |
| 4.   | Svédország       | 64   |
| 5.   | Grúzia           | 63   |
| 6.   | Fehéroroszország | 55   |
| 7.   | Oroszország      | 48   |
| 8.   | Ukrajna          | 48   |
| 9.   | Szerbia          | 44   |
| 10.  | Spanyolország    | 42   |

Hollandia még sosem adott pontot a következő országoknak: Észtország, Montenegró, Svájc és Wales
Hollandia még sosem kapott pontot a következő országoktól: Észtország és Svájc

## Rendezések

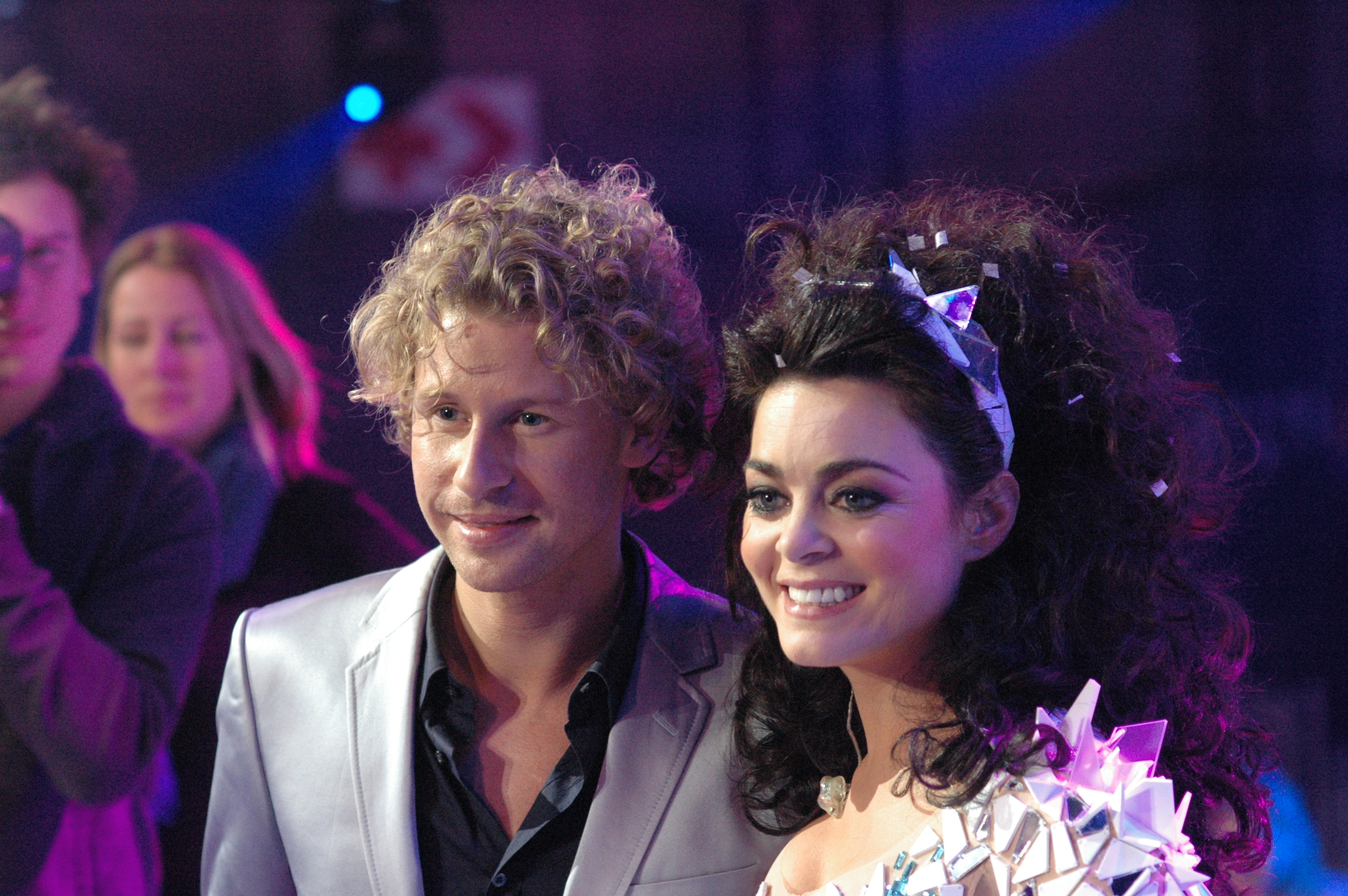
A 2012-es verseny műsorvezetői.

| Év   | Város      | Helyszín            | Műsorvezetők                               | Résztvevők |
| ---- | ---------- | ------------------- | ------------------------------------------ | ---------- |
| 2007 | Rotterdam  | Rotterdam Ahoy      | Kim-Lian van der Meij és Sipke Jan Bousema | 17         |
| 2012 | Amszterdam | Heineken Music Hall | Kim-Lian van der Meij és Ewout Genemans    | 12         |

## Háttér
| Év    | Rendező     | Kommentátor                 | Pontbejelentő          |
| ----- | ----------- | --------------------------- | ---------------------- |
| 2003  | Koppenhága  | Angela Groothuizen          | Aisa                   |
| 2004  | Lillehammer | Angela Groothuizen          | Danny                  |
| 2005  | Hasselt     | Tooske Ragas                | Giovanni Kemper        |
| 2006  | Bukarest    | Sipke Jan Bousema           | Tess Gaerthé           |
| 2007  | Rotterdam   | Marcel Kuijer               | Kimberly Nieuwenhuizen |
| 2008. | Limassol    | Sipke Jan Bousema           | Famke Rauch            |
| 2009  | Kijev       | Sipke Jan Bousema           | Marissa Grasdijk       |
| 2010  | Minszk      | Sipke Jan Bousema           | Bram Bos               |
| 2011  | Jereván     | Marcel Kuijer               | Anna Lagerweij         |
| 2012  | Amszterdam  | Marcel Kuijer               | Lidewei Loot           |
| 2013  | Kijev       | Marcel Kuijer               | Alessandro Wempe       |
| 2014  | Marsa       | Jan Smit                    | Mylène és Rosanne      |
| 2015  | Szófia      | Jan Smit                    | Julia van Bergen       |
| 2016  | Valletta    | Jan Smit                    | Anneloes               |
| 2017  | Tbiliszi    | Jan Smit                    | Thijs Schlimback       |
| 2018  | Minszk      | Jan Smit                    | Vincent Miranovich     |
| 2019  | Gliwice     | Buddy Vedder                | Anne Buhre             |
| 2020  | Varsó       | Jan Smit                    | Robin de Haas          |
| 2021  | Párizs      | Buddy Vedder                | Matheu Hinzen          |
| 2022  | Jereván     | Bart Arens és Matheu Hinzen | Ralf Mackenbach        |
| 2023  | Nizza       | Bart Arens és Matheu Hinzen | Luna                   |
| 2024  | Madrid      | Bart Arens és Matheu Hinzen | Veronika Morska        |
| 2025  | Tbiliszi    |                             |                        |

## Galéria

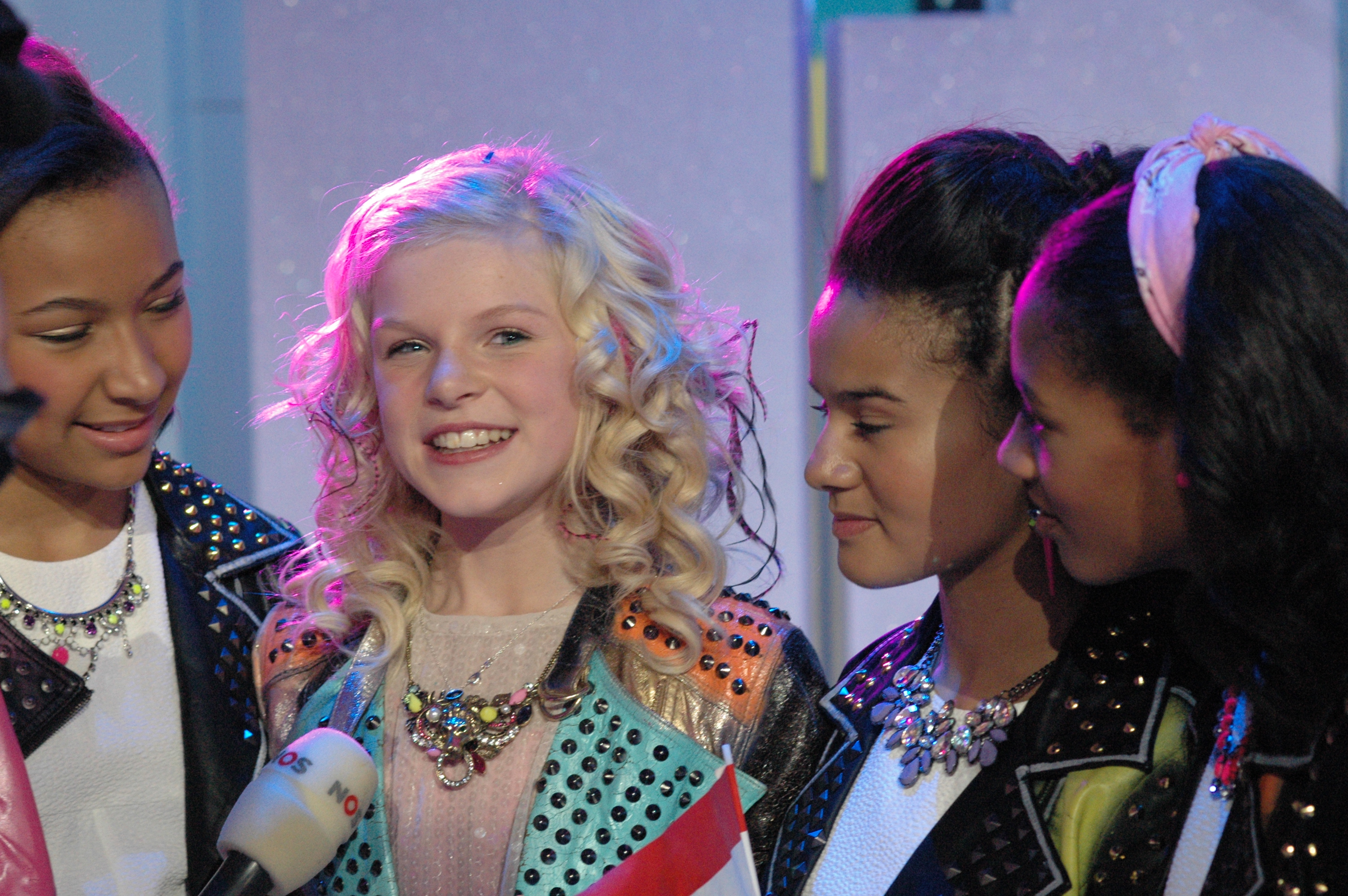
Femke Amszterdamban (2012)
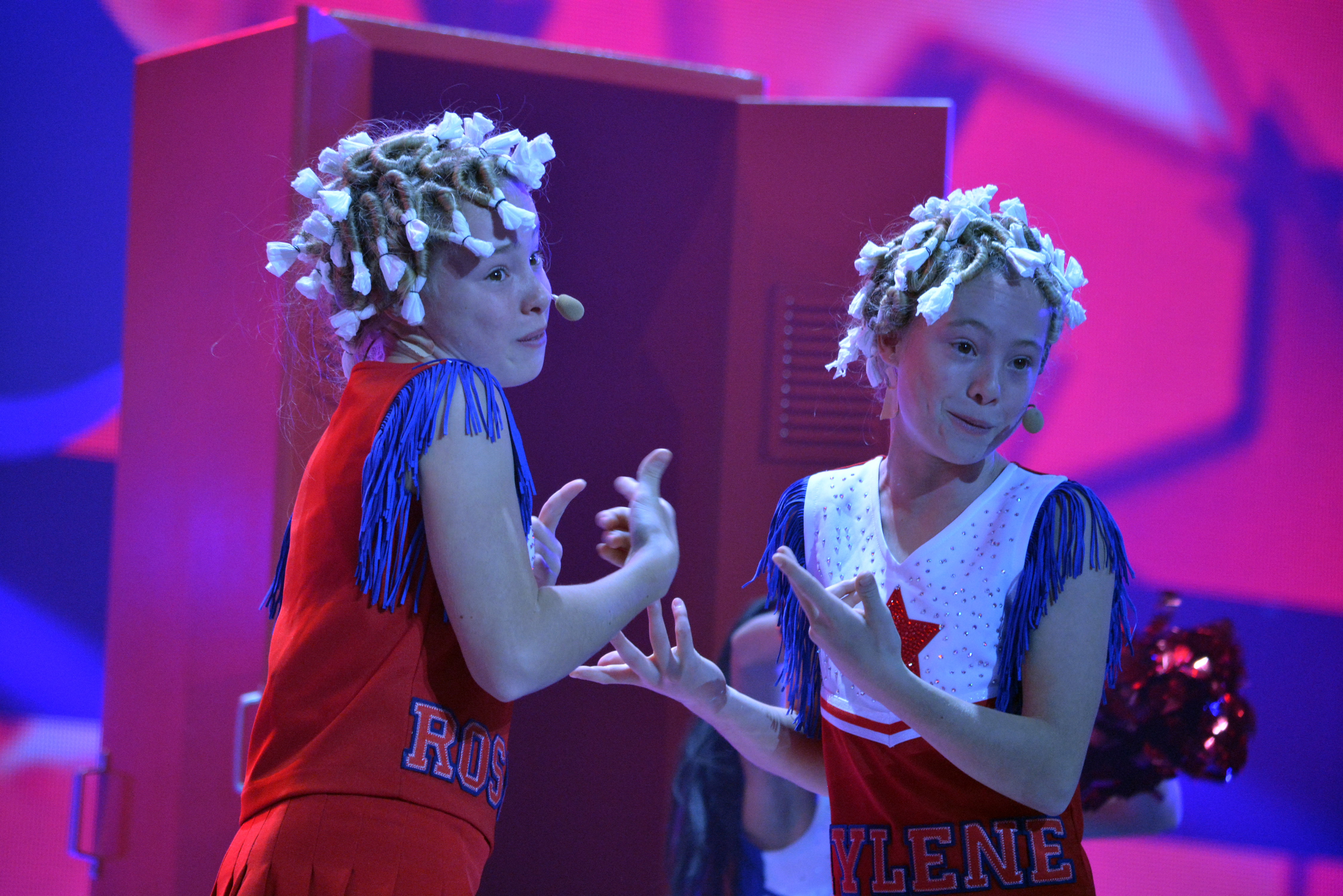
Mylène és Rosanne Kijevben (2013)
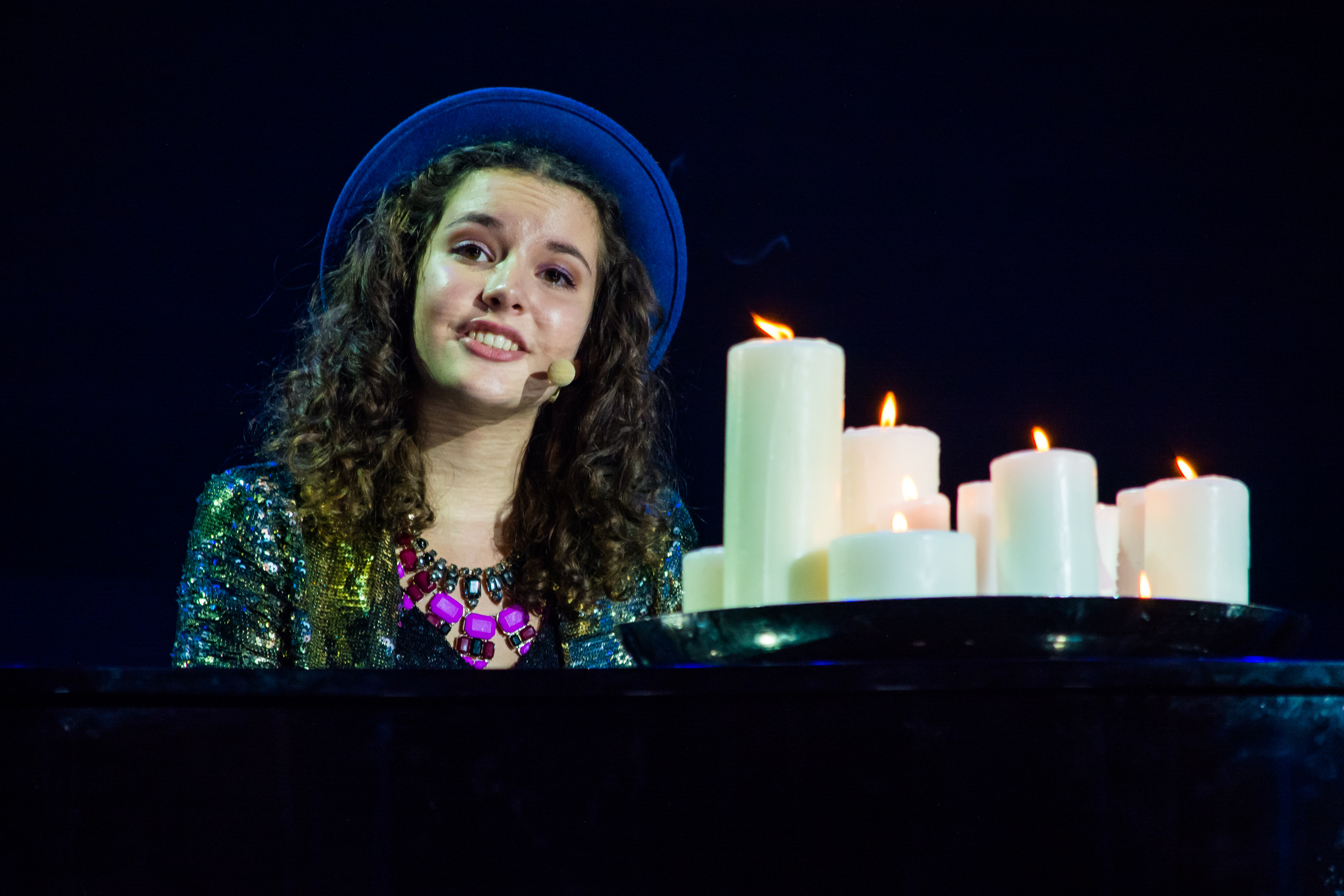
Shalisa Szófiában (2015)
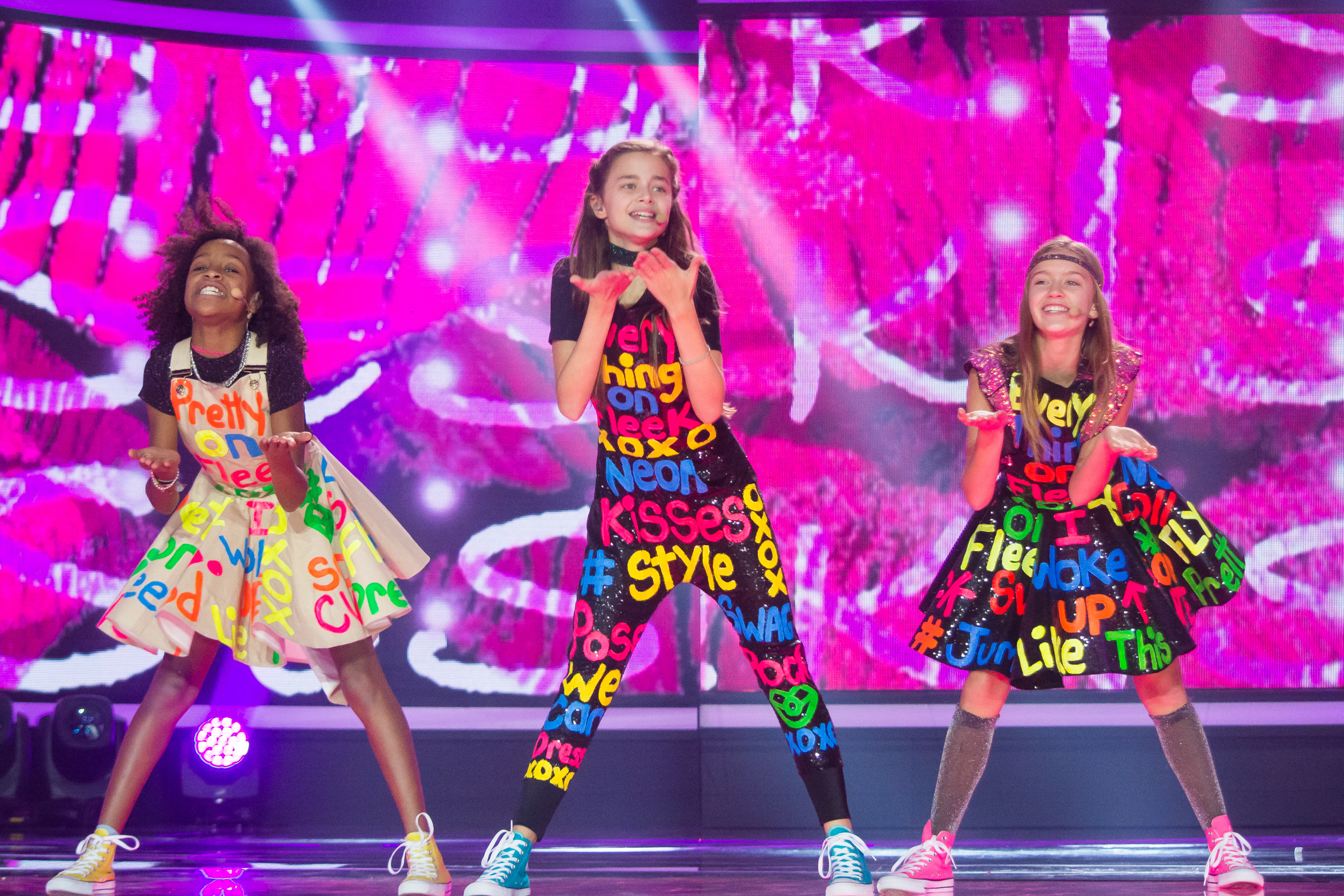
Kisses Vallettán (2016)
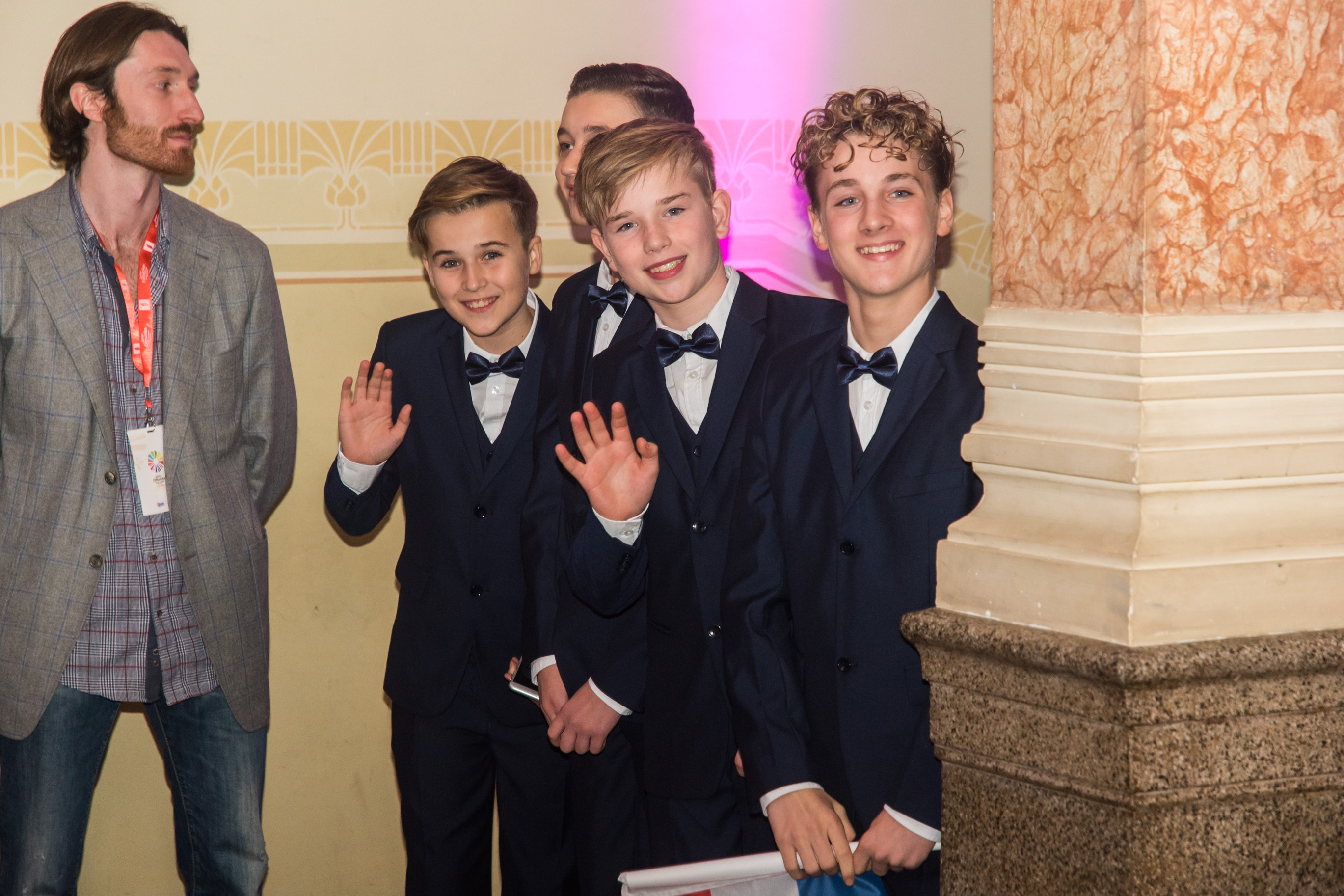
Fource Tbilisziben (2017)
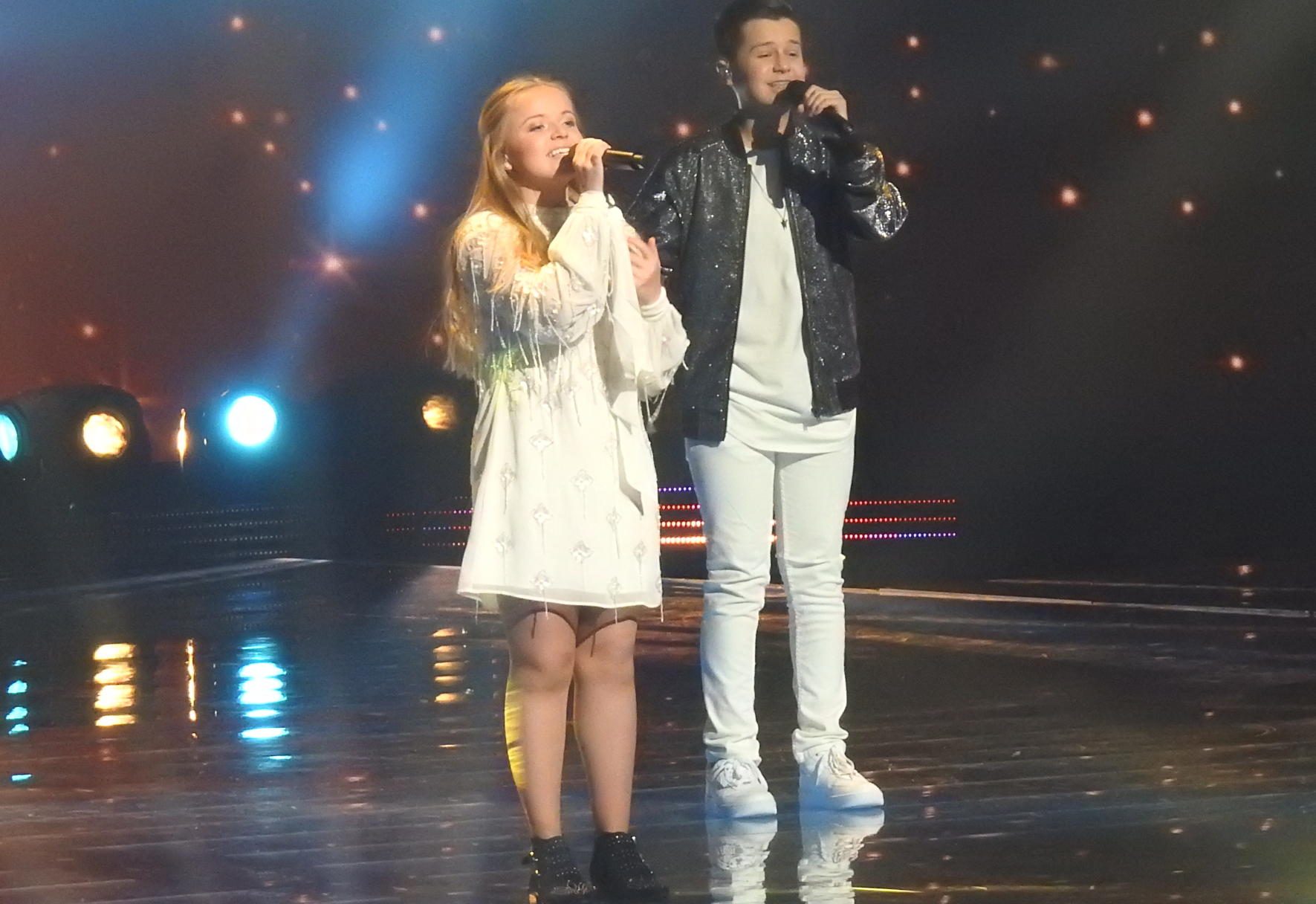
Max & Anne Minszkben (2018)
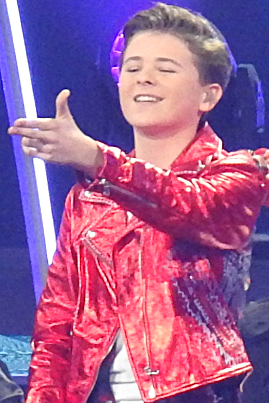
Matheu Gliwicében (2019)
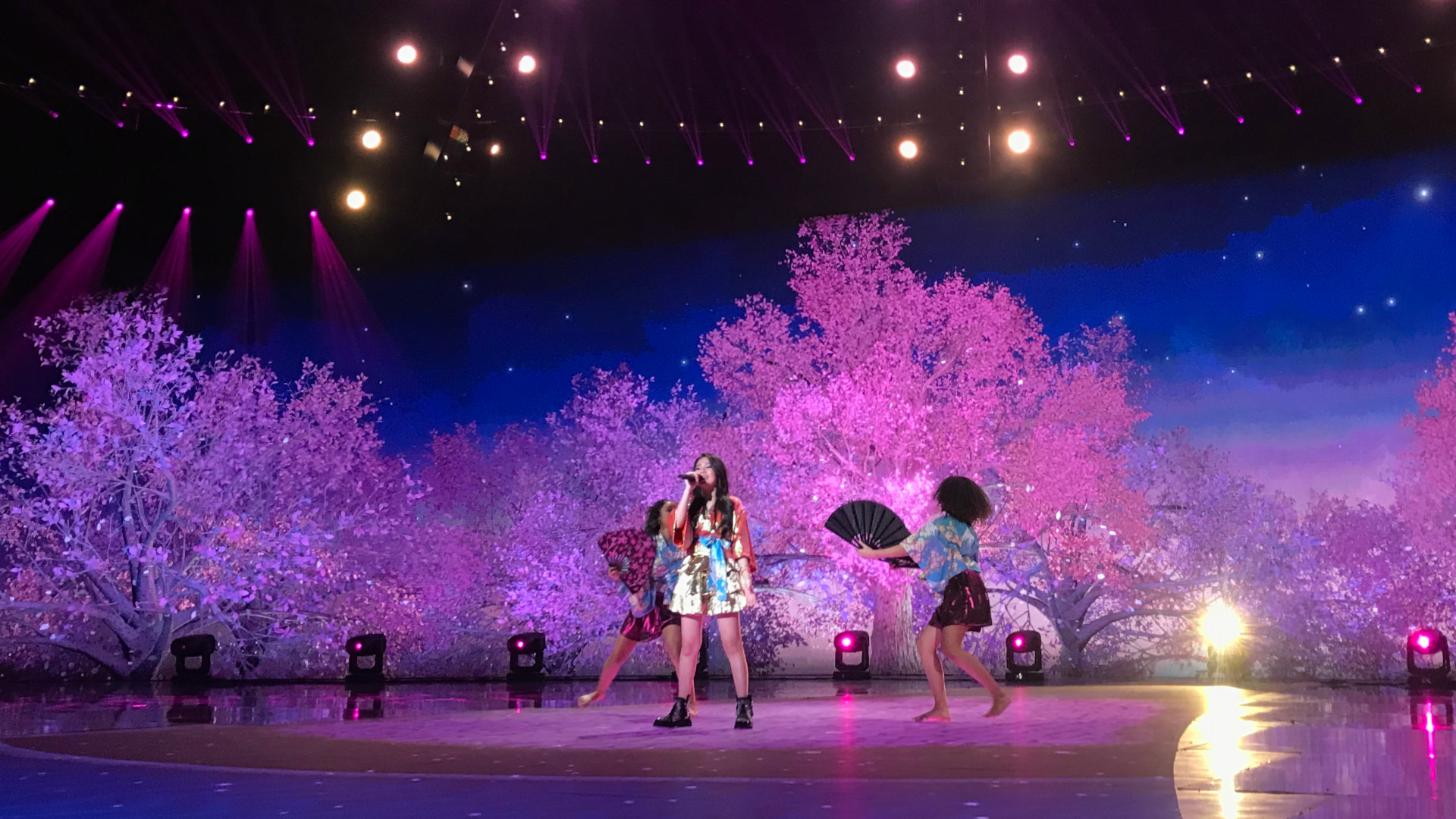
Ayana Párizsban (2021)

## Lásd még
- Hollandia az Eurovíziós Dalfesztiválokon